# 10월 10일
10월 10일은 그레고리력으로 283번째(윤년일 경우 284번째) 날에 해당한다.

## 사건
- 680년 - 후사인 이븐 알리 군대와 야지드 1세 군대 사이에 카르발라 전투가 일어났다.
- 1911년 - 청나라에서 우창 봉기가 일어났다. 이는 뒤에 신해혁명이 일어나 청나라가 막을 내리게 하는 계기가 된다.
- 1932년 - 일제강점기: 히로히토 일본 천황에게 폭탄을 투척한 이봉창 의사가 일본 이치가와 형무소에서 처형되다.
- 1938년 - 김원봉, 중국 한커우에서 조선의용대 창설.
- 1945년 - 김일성, 조선 공산당 북조선 분국 설치(46년 7월 북조선노동당으로 개편한 뒤 49년 6월 남조선노동당을 흡수해 조선노동당으로 확대)
- 1950년 - 한국전쟁에서 국군 제1군단이 원산을 탈환함.
- 1970년 - 피지가 영국으로부터 독립했다.
- 1973년 - 대한민국 해병대, 대한민국 해군에 통합.
- 1980년 - 알제리에 대지진이 발생하여 2만여 명 사망하다.
- 1993년 - 대한민국 전라북도 부안군 앞바다서 110톤급 여객선 서해훼리호 침몰 사고가 발생하여 292명이 사망하다.
- 2003년 - 대한민국 노무현 대통령, 대통령직에 대한 재신임을 묻겠다고 선언하다.
- 2007년 - 대한민국 정부, 세계 사형폐지의 날을 맞이하여 사형폐지 국가 선포식을 하다.
- 2011년 - 이태원 햄버거 가게 살인사건의 용의자 패터슨이 체포된 것이 뒤늦게 알려졌다.
- 2015년
  - 튀르키예에서 자살폭탄테러가 발생해 80여명이 사망했다.
  - 조선민주주의인민공화국에서 노동당 창건 70주년을 맞아 대규모 열병식이 열렸다.

## 문화
- 1796년 - 수원 화성 준공.
- 1846년 - 윌리엄 라셀이 해왕성의 위성 트리톤을 발견하다.
- 1897년 - 미국 북장로교 선교사 윌리엄 M. 베어드(배위량) 박사가 숭실중학교, 숭실고등학교, 숭실대학교의 전신인 숭실학당을 설립하다.
- 1920년 - 구스타프 홀스트의 행성 모음곡이 영국 버밍엄에서 초연되다.
- 1957년 - KBS 라디오 드라마 KBS 무대 첫방송.
- 1963년 - 대한민국, 서울가정법원 개원.
- 1964년 - 제18회 도쿄 올림픽 개막.
- 1994년 - KBS 1TV, 뉴스라인 방송 개시.
- 2003년 - G1 Fresh FM 라디오 방송 개국.
- 2006년 - 마이크로소프트에서 윈도우 2000 서비스팩 3와 윈도우 XP 서비스팩 1의 지원을 종료했다.
- 2007년 - KBS의 대추나무 사랑걸렸네가 17년 만에 종영되었다.
- 2008년 - 대한민국 서울특별시에서 서울디자인올림픽이 개회하였다.
- 2009년 - 서울특별시와 경기도에만 적용되던 수도권 대중교통 통합요금제가 인천광역시까지 확대 시행되었다.
- 2017년 - 마이크로소프트에서 마이크로소프트 오피스 2007의 판매와 지원을 종료했다.

## 탄생
- 625년 - 이슬람 시아파의 제3대 이맘 후사인 이븐 알리. (~680년)
- 1731년 - 영국의 화학자, 물리학자 헨리 캐번디시. (~1810년)
- 1813년 - 이탈리아의 작곡가 주세페 베르디. (~1901년)
- 1830년 - 스페인의 여왕 이사벨 2세. (~1904년)
- 1861년 - 노르웨이의 탐험가, 과학자, 외교관 프리티오프 난센. (~1930년)
- 1875년 - 독일의 장군 프란츠 폰 바이에른 왕자. (~1957년)
- 1879년 - 핀란드의 언론인, 공산주의 지도자 에베르트 엘로란타. (~1936년)
- 1880년 - 독일계 미국의 사업가 엘리자베스 크라이스트 트럼프. (~1966년)
- 1895년 - 중국의 소설가, 문명비평가 린위탕. (~1976년)
- 1900년 - 미국의 배우 헬렌 헤이스. (~1993년)
- 1906년 - 미국의 작곡가 폴 크레스톤. (~1985년)
- 1914년
  - 대한민국의 승려 서경보. (~1996년)
  - 대한민국의 가수, 작곡가, 피아니스트 아이보리 조 헌터. (~1974년)
- 1917년 - 대한민국의 비전향 장기수 윤희보. (~2015년)
- 1922년 - 아르헨티나의 축구 선수, 축구 감독 후안 카를로스 로렌소. (~2001년)
- 1924년 - 대한민국의 성악가 오현명. (~2009년)
- 1926년 - 대한민국의 배우 주일몽.
- 1930년 - 영국의 극작가 해럴드 핀터. (~2008년)
- 1931년 - 대한민국의 물리학자 문국진. (~2022년)
- 1935년 - 대한민국의 법조인 이시윤. (~2024년)
- 1936년 - 아일랜드의 가수 디키 록. (~2024년)
- 1938년
  - 대한민국 의 군인 겸 정치인, 관료 김동진.
  - 소련의 외교관 올레크 고르디옙스키. (~2025년)
- 1940년 - 대한민국의 바둑 기사 심종식. (~2017년)
- 1941년 - 미국의 배우 피터 코요테.
- 1942년 - 대한민국의 군인 전도봉.
- 1943년 - 대한민국의 성우 송두석.
- 1944년 - 불가리아의 축구 선수, 지도자 페터르 제코프. (~2023년)
- 1945년 - 대한민국의 정치인, 배우 김을동.
- 1946년
  - 대한민국의 배우, 영화 감독 김정철.
  - 일본의 제94대 내각총리대신, 중의원 의원 간 나오토.
- 1947년 - 대한민국의 배우 박은수.
- 1948년 - 대한민국의 조폭 김태촌. (~2013년)
- 1953년
  - 미국의 농구 선수 거스 윌리엄스. (~2025년)
  - 스코틀랜드의 기타 연주자, 가수, 사회운동가 밋지 유르.
- 1954년
  - 일본의 재일 한국인 지휘자 김홍재.
  - 대한민국의 가수 정태춘.
  - 미국의 록 가수, 작곡가, 배우, 작가, 전직 라디오 방송인 데이비드 리 로스.
- 1955년 - 대한민국의 경찰, 군인, 정치인 손창완. (~2025년)
- 1956년 - 대한민국의 배우 김지숙.
- 1957년 - 일본의 만화가 타카하시 루미코.
- 1959년 - 대한민국의 가수 이무송.
- 1960년 - 대한민국의 가수 이진관.
- 1961년 - 대한민국의 법조인, 정치인 김재경.
- 1962년
  - 대한민국의 시사 평론가 정관용.
  - 대한민국의 판사, 정치인 송기석.
- 1963년
  - 대한민국의 농구 선수 김유택.
  - 홍콩의 가수, 영화배우 매염방. (~2003년)
- 1965년
  - 일본의 음악가 토시.
  - 미국의 배우 크리스 펜.
- 1966년
  - 대한민국의 외교관, 정치인, 국회의원 김건.
  - 미국의 노벨, 울프화학상, 화학생물학자 캐럴린 R. 버토지.
  - 잉글랜드의 전 축구 선수 토니 애덤스.
- 1967년
  - 미국의 정치인 개빈 뉴섬.
  - 대한민국의 전 야구 선수, 현 야구 코치 공필성.
  - 미국의 작곡가 마이클 자키노.
- 1968년 - 대한민국의 성악가 양재희.
- 1969년 - 대한민국의 전 야구 선수 서정민.
- 1970년
  - 대한민국의 역사 강사 설민석.
  - 대한민국의 육상 선수 이봉주.
- 1972년
  - 대한민국의 방송인 김성주.
  - 미국의 래퍼 션 (지누션).
  - 미국의 배우 조엘 카터.
- 1973년 - 대한민국의 배우 홍근하.
- 1974년 - 대한민국의 배우 안홍진.
- 1975년 - 대한민국의 전 야구 선수 강민규.
- 1977년
  - 프랑스의 알파인 스키 선수 조엘 슈날.
  - 대한민국의 기업인, 방송작가 서태양.
- 1979년 - 대한민국의 가수 유정호.
- 1980년 - 중국의 모델, 영화배우 슝다이린.
- 1981년
  - 대한민국의 격투기 선수 서두원.
  - 아일랜드의 싱어송라이터 우나 힐리.
- 1982년 - 사우디아라비아의 축구 선수 야세르 알 카타니.
- 1983년 - 대한민국의 가수 명지.
- 1984년
  - 일본의 배우 쿠리야마 치아키.
  - 일본의 배우, 성우 호소가이 케이.
- 1985년
  - 대한민국의 배우 최유화.
  - 영국의 가수 마리나 앤드 더 다이아몬즈.
  - 캐나다의 배우 카일 스위처.
- 1986년
  - 대한민국의 가수 정키.
  - 대한민국의 아나운서 윤지연.
- 1987년
  - 대한민국의 전 가수 진아 (쉬즈).
  - 대한민국의 전직 스타크래프트 프로게이머 배병우.
- 1988년
  - 대한민국의 배우 박진아.
  - 대한민국의 래퍼 이노베이터.
  - 대한민국의 가수 춘향이.
- 1989년 - 대한민국의 전 아나운서, 방송인 안나경.
- 1990년
  - 대한민국의 배우 하연수.
  - 대한민국의 희극인 홍예슬.
  - 대한민국의 전 축구 선수 김영윤.
- 1991년
  - 대한민국의 배우 김슬기.
  - 사우디아라비아의 축구 선수 모하메드 알오와이스.
  - 스위스의 축구 선수 제르단 샤키리.
- 1992년
  - 조지아의 축구 선수 자노 아나니제.
  - 대한민국의 야구 선수 정진기.
  - 대한민국의 가수 임도혁.
  - 일본의 만화가 후지모토 타츠키.
  - 잉글랜드의 축구 선수 라이언 프레더릭스.
- 1993년 - 대한민국의 드라마 작가 이나은.
- 1994년 - 대한민국의 전 가수, 배우 수지.
- 1995년
  - 대한민국의 가수 오승희 (CLC).
  - 일본의 싱어송라이터, 성우 오오츠카 사에.
- 1996년
  - 대한민국의 야구 선수 류진욱.
  - 일본의 야구 선수 기시다 유키노리.
  - 가나의 축구 선수  토머스 아그예퐁.
- 1997년
  - 대한민국의 야구 선수 임석진.
  - 일본의 아이돌 키무라 마사야.
  - 중국의 배우 류하오란.
- 1998년 - 대한민국의 아나운서 양세원.
- 1999년 - 대한민국의 배우 이은샘.
- 2000년
  - 중화민국의 가수 양양 (WayV).
  - 대한민국의 리그 오브 레전드 프로게이머 트리거.
  - 일본의 아이돌 사노 유다이.
  - 대한민국의 배우 이소이.
- 2001년 - 대한민국의 야구 선수 최준용.
- 2002년 - 대한민국의 가수 성민지.
- 2006년 - 대한민국의 가수 전유진.

## 사망
- 680년 - 이슬람 시아파의 제3대 이맘 후사인 이븐 알리. (625년~)
- 1659년 - 뉴질랜드를 발견한 네덜란드의 탐험가 아벌 타스만. (1603년~)
- 1837년 - 프랑스의 공상적 사회주의자 샤를 푸리에. (1772년~)
- 1928년 - 대한민국의 독립운동가 조명하. (1905년~)
- 1932년 - 대한민국의 독립운동가 이봉창. (1900년~)
- 1950년 - 대한민국의 독립운동가 신석구. (1875년~)
- 1974년 - 소련의 군인, 저격수 류드밀라 파블리첸코. (1916년~)
- 1985년 - 미국의 배우, 영화감독 오슨 웰스. (1915년~)
- 1995년 - 대한민국의 사진가 겸 벤처기업가 박건희. (1967년~)
- 1998년 - 대한민국의 정치인 김인. (1924년~)
- 2004년 - 미국의 영화배우 크리스토퍼 리브. (1952년~)
- 2010년 - 조선민주주의인민공화국의 정치인 황장엽. (1923년~)
- 2015년 - 미국의 화학자, 노벨 화학상 수상자 리처드 F. 헥. (1931년~)
- 2017년 - 대한민국의 축구 선수, 축구 감독 조진호. (1971년~)
- 2019년 - 프랑스의 영화배우 마리조제 나트. (1940년~)
- 2021년
  - 미국의 애니메이터 루시 톰슨. (1910년~)
  - 파키스탄의 핵과학자 압둘 카디르 칸. (1936년~)
- 2022년
  - 미국의 가수 아니타 커. (1927년~)
  - 대한민국의 군인 겸 정치인 이희근. (1929년~)
- 2023년
  - 대한민국의 시인 김남조. (1927년~)
  - 일본의 야구 선수 나카 도시오. (1936년~)
  - 미국의 영화배우 마크 고다드. (1936년~)
  - 대한민국의 기업인 이내흔. (1936년~)
- 2024년 - 미국의 인권옹호자 에델 케네디. (1928년~)

## 공휴일
- 중화민국에서는 중화민국 국경일을 지낸다.
- 대한민국에서는 임산부의 날이다.
- 조선민주주의인민공화국에서는 조선노동당 창건일을 지낸다.

## 같이 보기
- 전날: 10월 9일 다음날: 10월 11일 - 전달: 9월 10일 다음달: 11월 10일
- 음력: 10월 10일
- 모두 보기